# 2003 Гардінг
2003 Гардінг (2003 Harding) — астероїд головного поясу, відкритий 24 вересня 1960 року.
Тіссеранів параметр щодо Юпітера — 3,221.
Названий на честь Карла Людвіга Гардінга — німецького астронома.